# Greyhound Canada

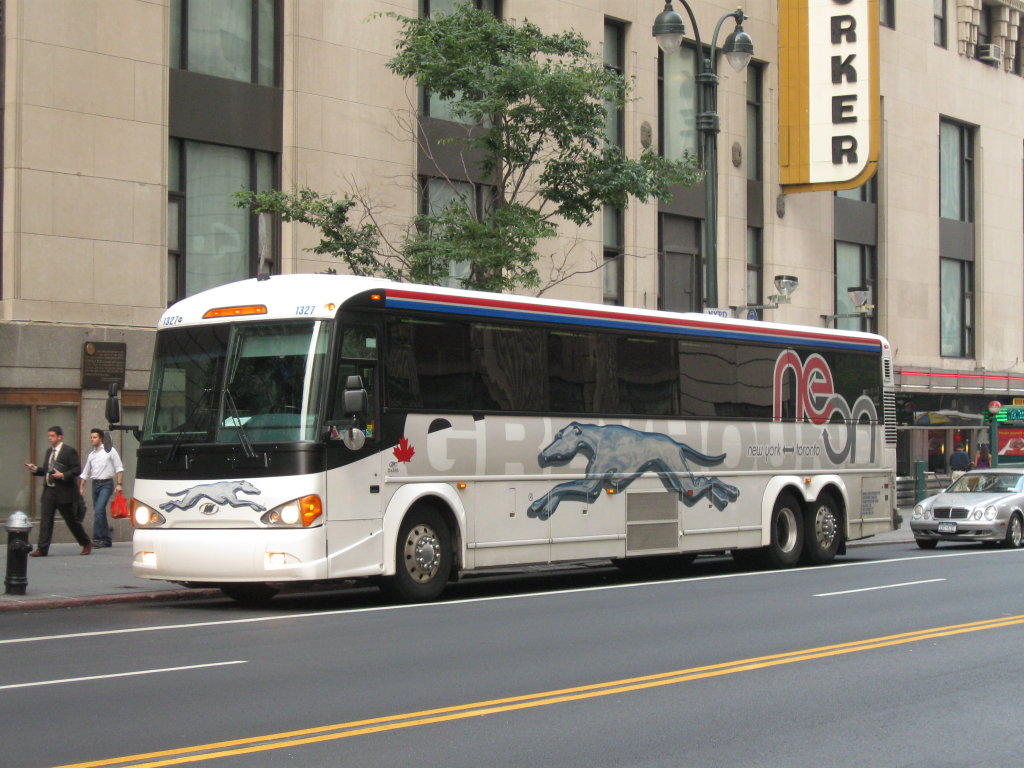
Greyhound Canada Bus#1327 mit NeOn-Service-Werbung in New York City

Greyhound Canada war ein Unternehmen im Fernbuslinienverkehr in Kanada und eine Tochtergesellschaft der schottischen FirstGroup. Mit den US-amerikanischen Busunternehmen Greyhound Lines, Trailways of New York und Greyhound Mexico bestand ein gemeinsamer Verbund.
Greyhound Canada fuhr über 1200 Ziele in Kanada an, verfügte über 480 Busse und beschäftigte über 2500 Mitarbeiter. 2018 wurde der Betrieb in der Region Western Canada (British Columbia, Alberta, Saskatchewan, Manitoba) eingestellt, mit dem 14. Mai 2021 auch in den verbliebenen östlichen Provinzen Ontario und Québec. Im Lauf der COVID-19-Pandemie war die Fahrgastfrequenz auf 5 % zurückgegangen.

## Geschichte
1929 wurde Greyhound Canada als Canadian Greyhound Coache Ltd. mit Hauptsitz in Calgary gegründet. 1935 wurde das Unternehmen mit Greyhound USA verschmolzen. 1987 wurde dieser Zusammenschluss wieder aufgelöst, nachdem Greyhound Canada 1987 verkauft wurde. 1991 wurden neue Routen in der Greater Toronto Area aufgenommen. Zudem wurde der Fuhrpark erweitert. 1998 kaufte Greyhound Canada den Konkurrenten Voyageur Colonial Bus Lines aus Québec, und kurz darauf erfolgte die Übernahme von Penetang-Midland Coach Lines, mit der neue Verbindungen in Süd-Zentral Ontario angeboten wurden.
Am 13. Mai 2021 hat Greyhound Canada den Betrieb in ganz Kanada dauerhaft eingestellt, mit Ausnahme der folgenden grenzüberschreitenden Routen, die von Greyhound Lines übernommen wurden. 
- Von Montreal nach Boston
- Von Montreal nach New York City
- Toronto nach Buffalo (mit Verbindungen nach New York City)
- Vancouver nach Seattle

Im Oktober 2021 gab FlixMobility die Übernahme von Greyhound, exklusive Greyhound Canada, bekannt.

## Routen

### Fahrplan
Greyhound Canada betrieb planmäßige Linien in acht Provinzen und Territorien. Dazu gehörten die Provinzen Alberta, British Columbia, Manitoba, Ontario, Québec, Saskatchewan sowie im Northwest Territories und im Yukon. Bereits zum 31. Oktober 2018 wurde der Betrieb in allen Provinzen und Territorien mit Ausnahme von Ontario und Québec sowie den Verbindungen USA – Kanada aus wirtschaftlichen Gründen eingestellt.
Verbindungen in die benachbarten USA bot Greyhound Canada vorwiegend in US-amerikanische Städte, die sich in relativer Nähe zur Grenze nach Kanada befinden. Dazu gehören unter anderen New York City, Syracuse (New York), Detroit und Seattle. Für weitere Verbindungen in den USA war Greyhound Lines als Partner zuständig.
Für Reisen, die Greyhound Canada nicht direkt anbot, wurden Vereinbarungen mit anderen Busbetreibern vereinbart. Dazu zählen:
- Pacific Coach Lines
- Orléans Express
- Acadiɐn Lines
- Trailways of New York
- Grey Goose Bus Lines (eine Tochtergesellschaft)
- Saskatchewan Transportation Company
- Edmonton Yellow Cab (Edmonton)
- Gray Line Banff
- Frontier Coach Lines, für Yellowknife, Fort Simpson und Fort Smith in den Nordwest-Territorien

### QuickLink
Im Süden von Ontario betrieb Greyhound Canada ein QuickLink-Liniennetz. An das Netz angeschlossen waren folgende Städte:
- Toronto
- Barrie
- Belleville
- Cambridge
- Grimsby
- Guelph
- Kitchener
- London
- Niagara Falls
- Peterborough
- St. Catharines

### NeOn
Unter der Marke NeOn (für New York und Ontario) wurden Verbindungen zwischen Toronto, Montreal und verschiedenen Städten New Yorks angeboten. Das Angebot war ursprünglich als Konkurrenz zu Megabus lanciert und bot ähnliche Merkmale (Haltestellen in der Innenstadt statt in Busbahnhöfen, WLAN und Steckdosen), vergleichbar mit Boltbus in den Vereinigten Staaten. NeOn wurde von Greyhound Canada in Kooperation mit Trailways of New York und Greyhound Lines betrieben. Später wurden NeOn-Verbindungen in den normalen Fahrplan integriert und unterscheiden sich nicht von normalen Routen.

## Busmodelle
Greyhound Canada verfügte über 480 Busse. Zu den neueren Modellen gehören:
- Motor Coach Industries – Modell D4505, seit 2006
- Motor Coach Industries – Modell G4500, seit 2002
- Motor Coach Industries – Modell D4500

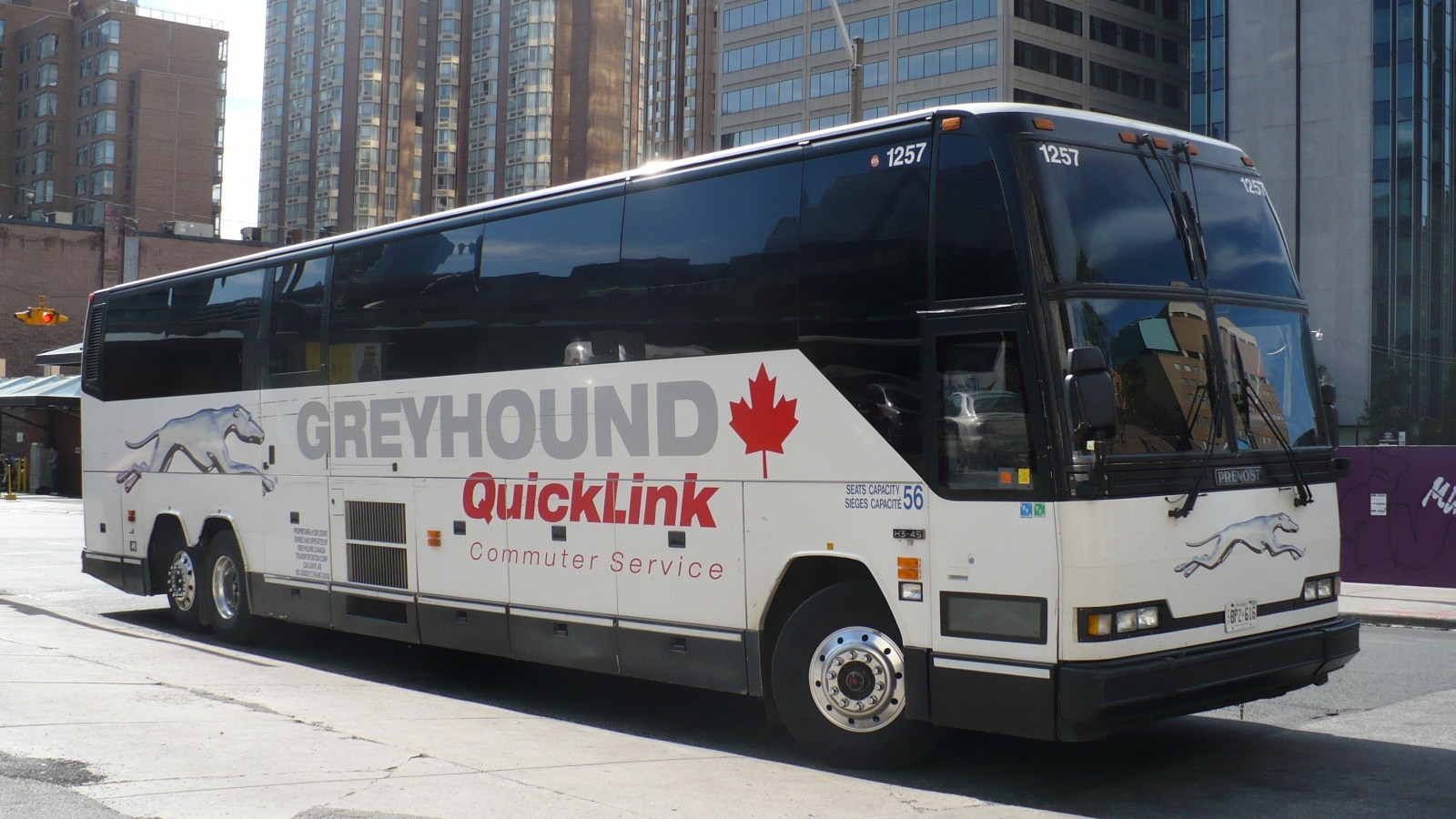
Greyhound Canada QuickLink
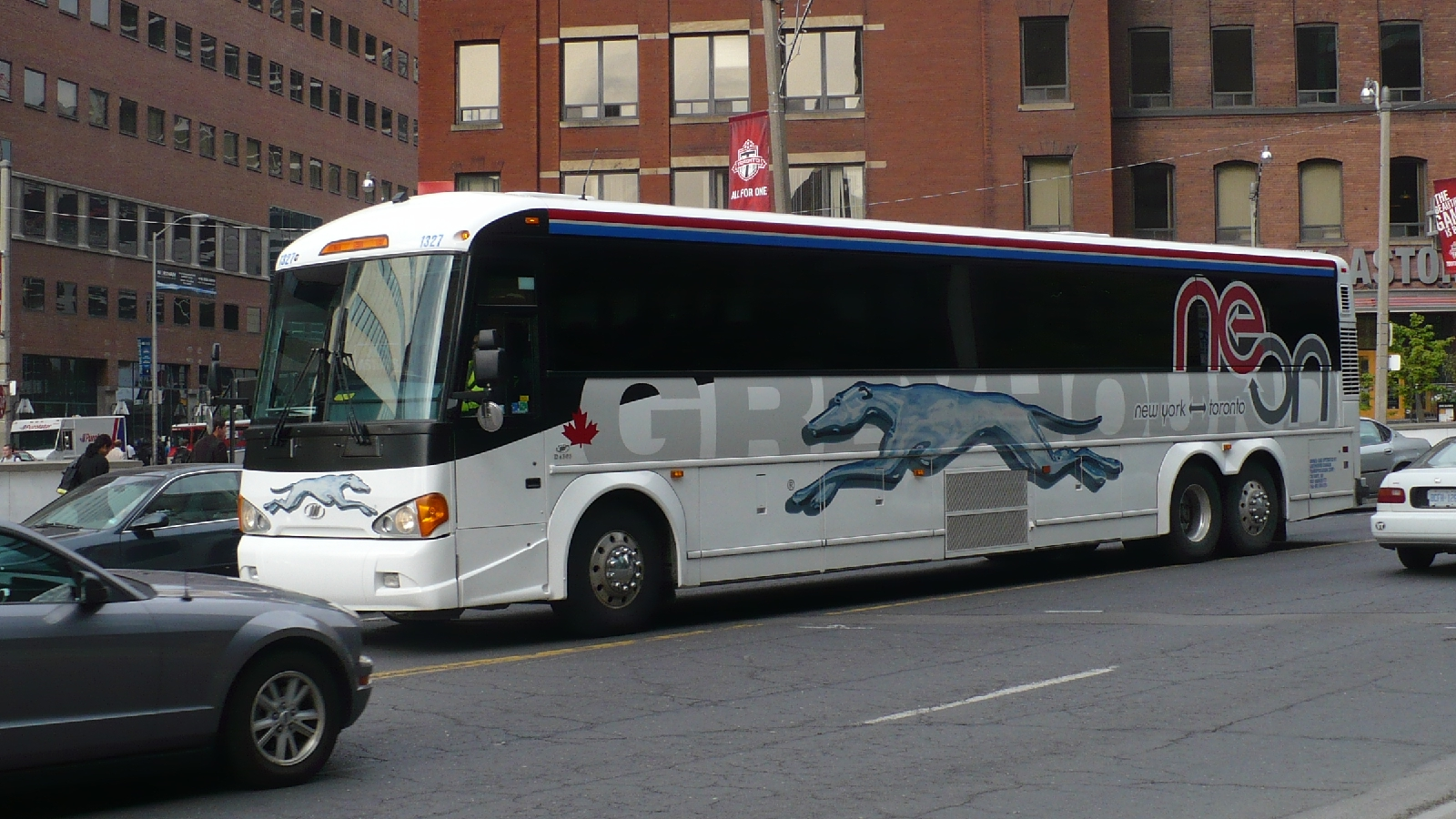
Greyhound Canada Neon in Toronto
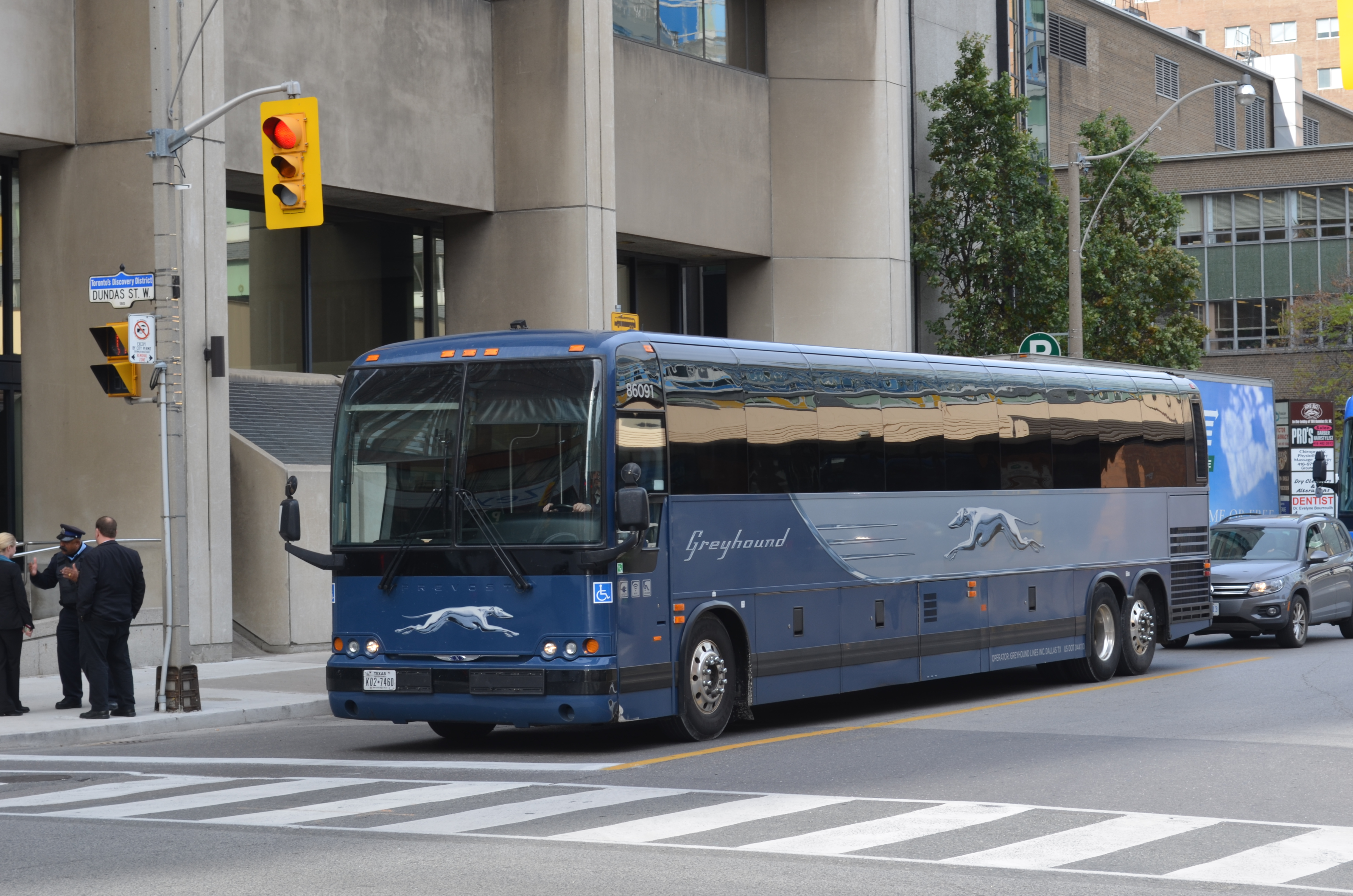
Greyhound in Toronto